# Byer og år
Byer og år (russisk: Города и годы) er en sovjetisk film fra 1930 af Jevgenij Tjervjakov.

## Medvirkende
- Bernhard Goetzke som Von Schonau
- Ivan Tjuveljov som Andrej Startsov
- Gennadij Mitjurin som Kurt Van
- Sofija Magarill som Marie Uhrbach
- Andrej Kostritjkin som Albert Birman